# كيربي لو
كيربي لو هو لاعب هوكي الجليد كندي، ولد في 11 مارس 1977 في McCreary, Manitoba ‏ في كندا.

## وصلات خارجية
- كيربي لو على موقع دوري الهوكي الوطني (الإنجليزية)
- كيربي لو على موقع قاعة مشاهير الهوكي (لاعب أن.إتش.أل) (الإنجليزية)
- كيربي لو على موقع EliteProspects.com (الإنجليزية)
- كيربي لو على موقع Eurohockey.com (الإنجليزية)
- كيربي لو على موقع HockeyDB.com (الإنجليزية)
- كيربي لو على موقع Hockey-Reference.com (الإنجليزية)